# 馬修斯湖 (加利福尼亞州)
馬修斯湖（英語：Lake Mathews）是位於美國加利福尼亞州河濱縣的一個人口普查指定地區。

## 地理
馬修斯湖的座標為33°49′30″N 117°22′06″W / 33.82500°N 117.36833°W，而該地最高點為海拔高度541米（即1775英尺）。

## 人口
根據2010年美國人口普查的數據，馬修斯湖的面積為41.252平方千米，均為陸地。當地共有人口5890人，而人口密度為每平方千米142人。